# Roberto Toppetta
Roberto Toppetta (Villa Santo Stefano, 15 giugno 1950) è un giornalista, saggista e scrittore italiano.

## Biografia
Conseguito il Diploma all'Istituto Magistrale di Frosinone, si iscrive all'università La Sapienza. Il 14 marzo 1974 si laurea in Pedagogia e Filosofia con il massimo dei voti e dal 28 novembre inizia il praticantato giornalistico presso il quotidiano ORE 12. Nel 1975 ottiene l'abilitazione all'insegnamento, il 9 giugno 1978 supera la prova di idoneità professionale e diventa giornalista professionista; il 3 luglio 1987 viene assunto dalla Rai.
Assegnato al Tg3, si occupa prima di cultura, poi di economia, ed infine di politica. Nel 1989 viene promosso caposervizio, nel 1993 vicecaporedattore, nel 1996 caporedattore. Contestualmente, racconta le vertenze sindacali di Fiat, Alfa Romeo, Ilva, miniere della Sardegna, Olivetti, porto di Genova, crisi dell’occupazione, lotta degli allevatori contro le quote latte e la riforma delle pensioni del governo Dini.
Nel 1998 ottiene il trasferimento alla redazione politica presso la Camera dei deputati come giornalista parlamentare e "chigista", ossia inviato speciale al seguito del presidente del Consiglio. Tra il 1998 e il 2008 segue i presidenti del Consiglio Massimo D'Alema, Giuliano Amato e Romano Prodi, in Italia e all'estero.
Nel 2001 copre la campagna elettorale alle elezioni politiche di Francesco Rutelli; nel 2008, quella di Walter Veltroni e dal 2009 l’azione politica di Pier Luigi Bersani, alla guida del Partito Democratico, fino al giorno in cui lascia la Rai per la pensione (31 dicembre 2010). Dal 12 novembre 2010 al 12 febbraio 2015 è vice-segretario dell'Associazione stampa romana.
Tra il 2021 e il 2022 viene chiamato come opinista in televisione e in radio nei programmi Linea Notte, Ballarò, Finalmente è domenica, Plot Machine.
Sposato dal 1976 con Rossana Di Stefano, ha tre figli.

## Televisione
- Conduzione della rubrica culturale TG Terza (1987-88)
- Conduzione degli speciali sul Primo Maggio (1989-1995)
- Conduzione della rubrica sociale TG3 Extra (1995-98)
- Conduzione del TG3 Edicola (1995-98)

## Opere

### Saggi in volume
- Mario Pratesi - L'alba inquieta di Tozzi e Pratolini, Roma, Bulzoni, 1985
- Armando Meoni - Vita e opere, Prato, Edizioni del Palazzo, 1987
- Linea di privacy, Roma, Cdg edizioni, 2004
- Il divo Augusto - Principe dell'Urbe e dell'Impero, Fasano, Schena, 2014
- Aureliano - L'imperatore soldato, Roma, Edizioni Chillemi, 2021
- Il secolo maledetto di Roma antica, Bertoni Editore, 2023
- Sguardi moderni sull'antica Roma, Costa Edizioni, 2024

### Saggi brevi
- Malaparte e Meoni, in Malaparte scrittore d'Europa, Prato, Marzorati, 1991
- La lotta di classe tra patrizi e plebei, in Academia.edu.
- La religione dei Romani, in Academia.edu.
- La congiura contro Cesare, in Academia.edu.
- Le Idi di marzo, in Academia.edu.
- Il funerale di Cesare, in Academia.edu.
- Aureliano: l'ascesa al potere, le guerre, la morte, in Academia.edu.
- I giornalisti e la storia, in Academia.edu.
- L'alba del secolo maledetto di Roma antica, in Academia.edu.
- La rivolta di Catilina, in Premio Letterario Costa edizioni (Montesilvano, Costa edizioni, 2022)

### Narrativa
- Il buio in testa, Perugia, Bertoni Editore, 2021
- La scuola sul dirupo, premiato al Premio Nazionale Città di Ascoli Piceno 2022

## Riconoscimenti
- 1993 Targa dei minatori del Sulcis Iglesiente
- 1997 Premio Efisio Serra (Confederazione nazionale dell'artigianato).
- 2006 Premio giornalistico INARS Ciociaria[6]
- 2016 X Premio Provinciale alla Cultura (Pro Loco di Villa S. Stefano).
- 2022 Segnalazione Speciale della Giuria alla IV edizione del Premio Letterario Nazionale Città di Ascoli Piceno.
- 2022 Targa “Presidente del premio” Elena Costa alla II edizione del Premio Nazionale Costa edizioni.